# Mierzewo
Mierzewo – wieś w Polsce położona w województwie wielkopolskim, w powiecie gnieźnieńskim, w gminie Niechanowo.
W latach 1975–1998 miejscowość administracyjnie należała do województwa poznańskiego.
Pałac eklektyczny z XIX w. zbudowany dla Kaczkowskich, a rozbudowany po 1912 r. dla Brzeskich. Ostatnim przedwojennym właścicielem Mierzewa był Adolf Brzeski.
W miejscowości znajdowała się stacja kolejowa Mierzewo.